# Rossinyol xiulador
El rossinyol xiulador, també conegut com a rossinyol castany (Larvivora sibilans; syn: Luscinia sibilans) és una espècie d'ocell de la família dels muscicàpids (Muscicapidae) que habita el sotabosc dels boscos de coníferes de Sibèria, des del Riu Ienissei cap a l'est fins Iakutia, Primórie, Sakhalín i Kamtxatka. El seu estat de conservació es considera de risc mínim.